# Дезарзан, Виктор
Викто́р Дезарза́н (фр. Victor Desarzens; 27 октября 1908 — 13 февраля 1986) — швейцарский скрипач и дирижёр.
Вместе с братом Жоржем изучал теорию и композицию в Лозаннской консерватории у Анри Ганьебена, Алоиса Форнеро и Александра Денереа, а игре на скрипке учился у Хосе Порта. Затем братья Дезарзаны отправились в Париж, где совершенствовали своё мастерство под руководством Джордже Энеску и занимались копированием редких нот Антонио Вивальди. Вернувшись на родину, Дезарзан играл в Оркестре Романской Швейцарии, но в связи с бо́льшим тяготением к камерному репертуару постепенно создавал собственный камерный коллектив, который в 1942 г. был преобразован в Лозаннский камерный оркестр. Дезарзан руководил им в течение 30 лет, до 1972 г. Одновременно в 1950—1975 гг. возглавлял Музыкальный колледж в Винтертуре. Почётный доктор Лозаннского университета, лауреат Премии Лозанны (1973), Дезарзан наряду с Эрнестом Ансерме считается одним из создателей современного музыкального пейзажа романской Швейцарии. Творческое содружество связывало его с рядом заметных композиторов — в частности, с Франком Мартеном (их переписка опубликована); среди солистов, выступавших и записывавшихся с Дезарзаном, были Лили Краус, Клара Хаскил, Мария Типо, Владимир Орлофф.
К столетию Дезарзана по решению городских властей Лозанны была установлена мемориальная доска на здании булочной, в которую он часто заходил.